# Эцери (Абашский муниципалитет)
Эцери (груз. ეწერი) — село в Грузии, на территории Абашского муниципалитета края (мхаре) Самегрело-Верхняя Сванетия.

## География
Село находится в западной части Грузии, к северу от реки Риони, на расстоянии приблизительно 0,5 километра (по прямой) к юго-западу от города Абаша, административного центра муниципалитета. Абсолютная высота — 15 метров над уровнем моря.

## Население
По результатам официальной переписи населения 2014 года в Эцери проживало 629 человек (311 мужчин и 318 женщин). В национальной структуре населения грузины составляли 100 %.